# 川中町
川中町（かわなかちょう）は、愛知県名古屋市北区の地名。丁番を持たない単独町名である。住居表示実施。

## 地理
名古屋市北区の中央部に位置する。東は安井、西は中切町・光音寺町、南は鳩岡、北は成願寺に接する。

## 歴史

### 町名の由来
町名は以前の西春日井郡川中村の名に由来する。川中の地名は、当地が昭和初期にあった矢田川流路変更以前に庄内川と矢田川に挟まれた土地であったことによる。

### 沿革
- 1978年（昭和53年）11月26日 - 光音寺町（字古墓・鳩岡の残部の各全部・字野方の一部）・中切町（字野間の一部）・野方通4丁目の一部・成願寺町（1丁目・字諸士上り・猿塚の各一部）・安井町（1丁目・10丁目・字河野・蒲田の各一部）の各一部より成立[1]。

## 世帯数と人口
2019年（平成31年）1月1日現在の世帯数と人口は以下の通りである。
| 町丁   | 世帯数  | 人口  |
| ------ | ------- | ----- |
| 川中町 | 422世帯 | 912人 |

### 人口の変遷
国勢調査による人口の推移
| 2000年（平成12年） | 1,282人 | [ WEB 6 ] |  |
| 2005年（平成17年） | 1,124人 | [ WEB 7 ] |  |
| 2010年（平成22年） | 950人   | [ WEB 8 ] |  |
| 2015年（平成27年） | 872人   | [ WEB 9 ] |  |

## 学区
市立小・中学校に通う場合、学校等は以下の通りとなる。また、公立高等学校に通う場合の学区は以下の通りとなる。
| 番・番地等 | 小学校               | 中学校               | 高等学校 |
| ---------- | -------------------- | -------------------- | -------- |
| 全域       | 名古屋市立城北小学校 | 名古屋市立北陵中学校 | 尾張学区 |

## 交通

### バス
- 名古屋市営バス（名古屋市交通局）
  - 川中停留所 - イのりば（栄13系統 栄行・黒川14系統 黒川行）[WEB 12]
  - 安井町西停留所[WEB 13]
    - アのりば - 栄12系統（栄行）
    - イのりば - 栄13系統（栄行）・黒川14系統（黒川行）
    - 降車停

### 道路
- 国道41号（名古屋高速1号楠線）

## 施設
- 中切住宅
- 真宗大谷派専念寺
- 城北幼稚園

園内の図書室を「こども図書館」として、2000年（平成12年）より地域に開放している。絵本や紙芝居などを1000冊強所蔵しており、貸出も行っている。
- 成願寺西部公園

1963年（昭和38年）4月1日供用開始。
- 猿塚公園

1971年（昭和46年）10月15日供用開始。

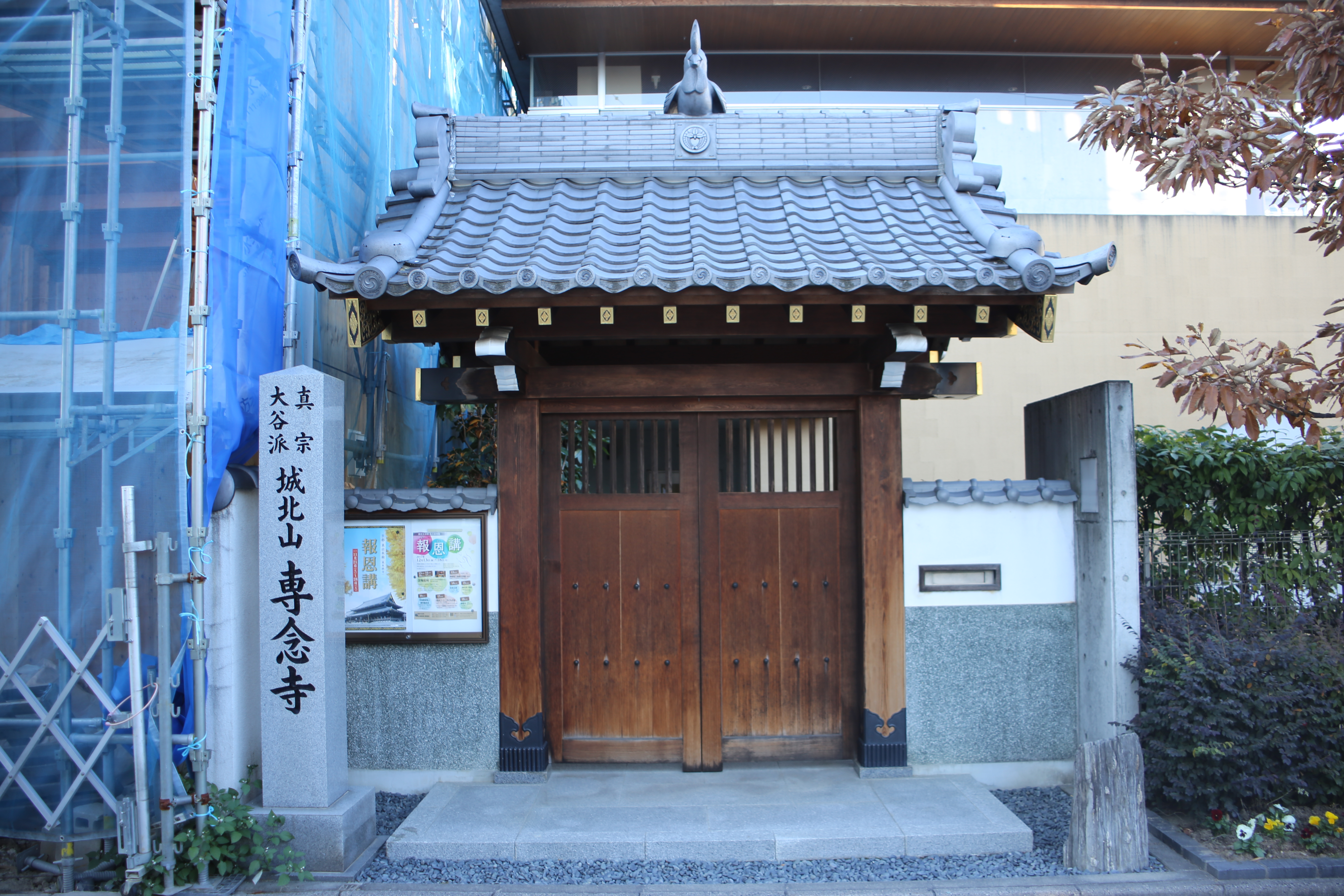
専念寺（2017年12月）
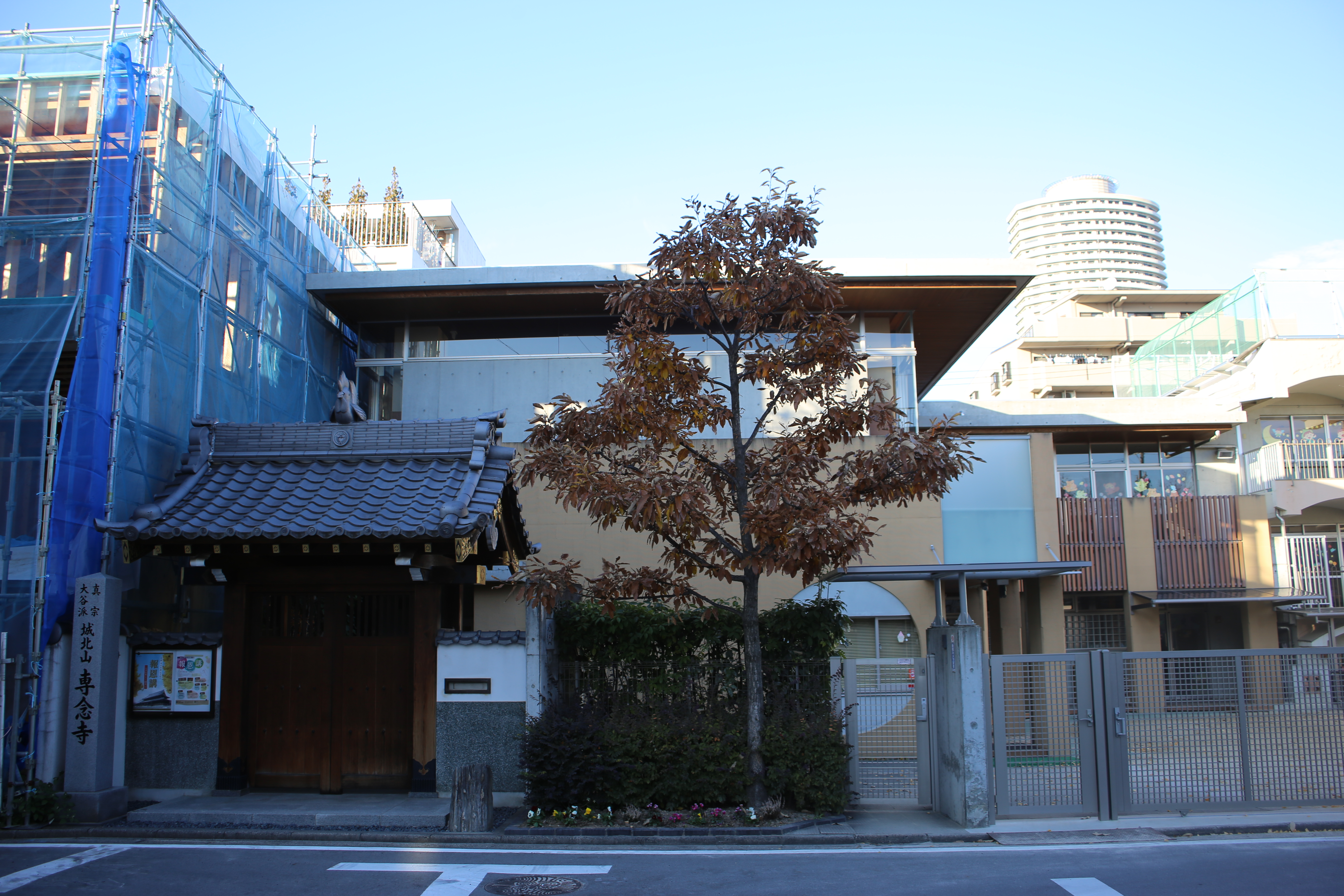
城北幼稚園（2017年12月）
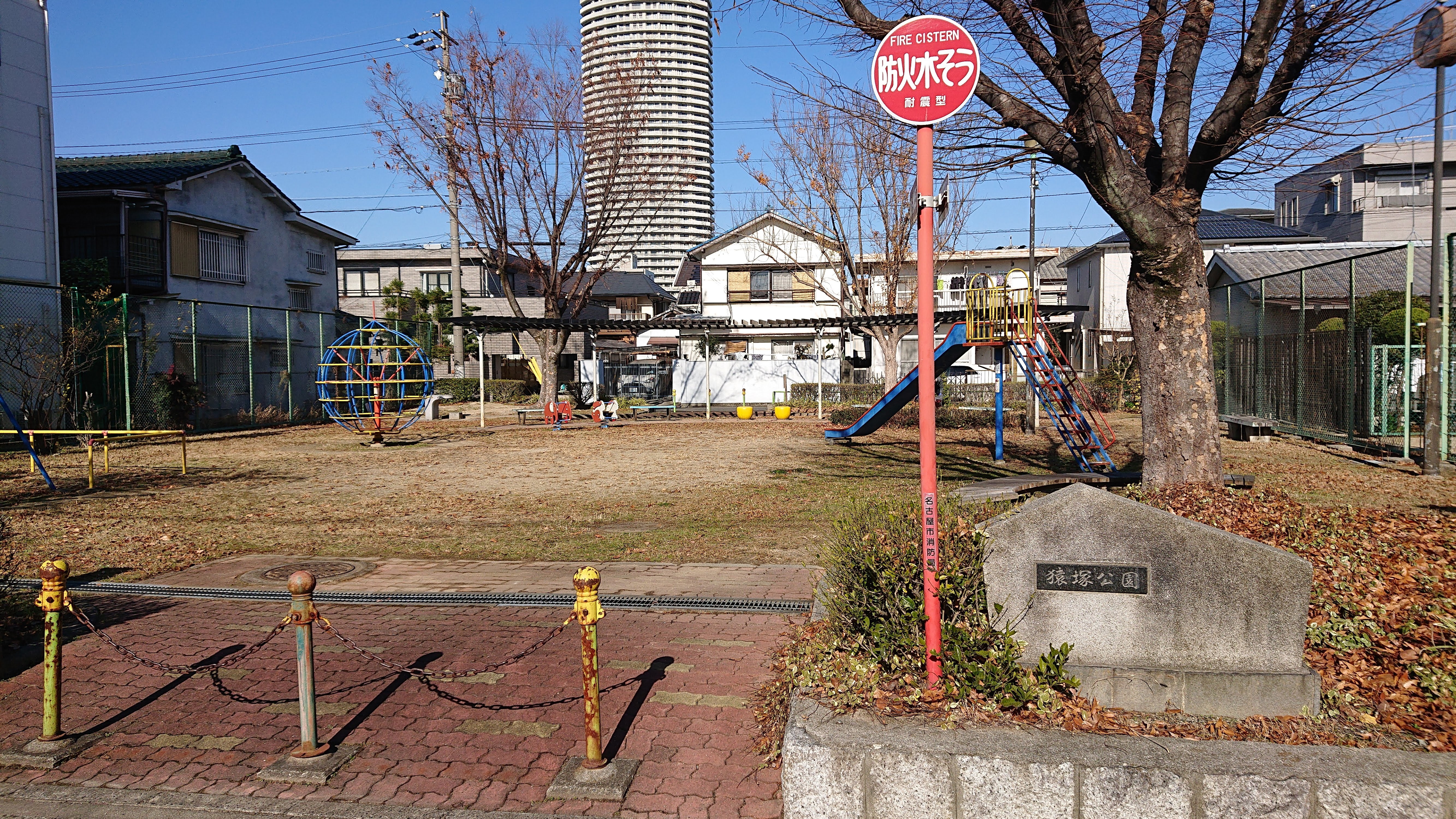
猿塚公園（2018年12月）
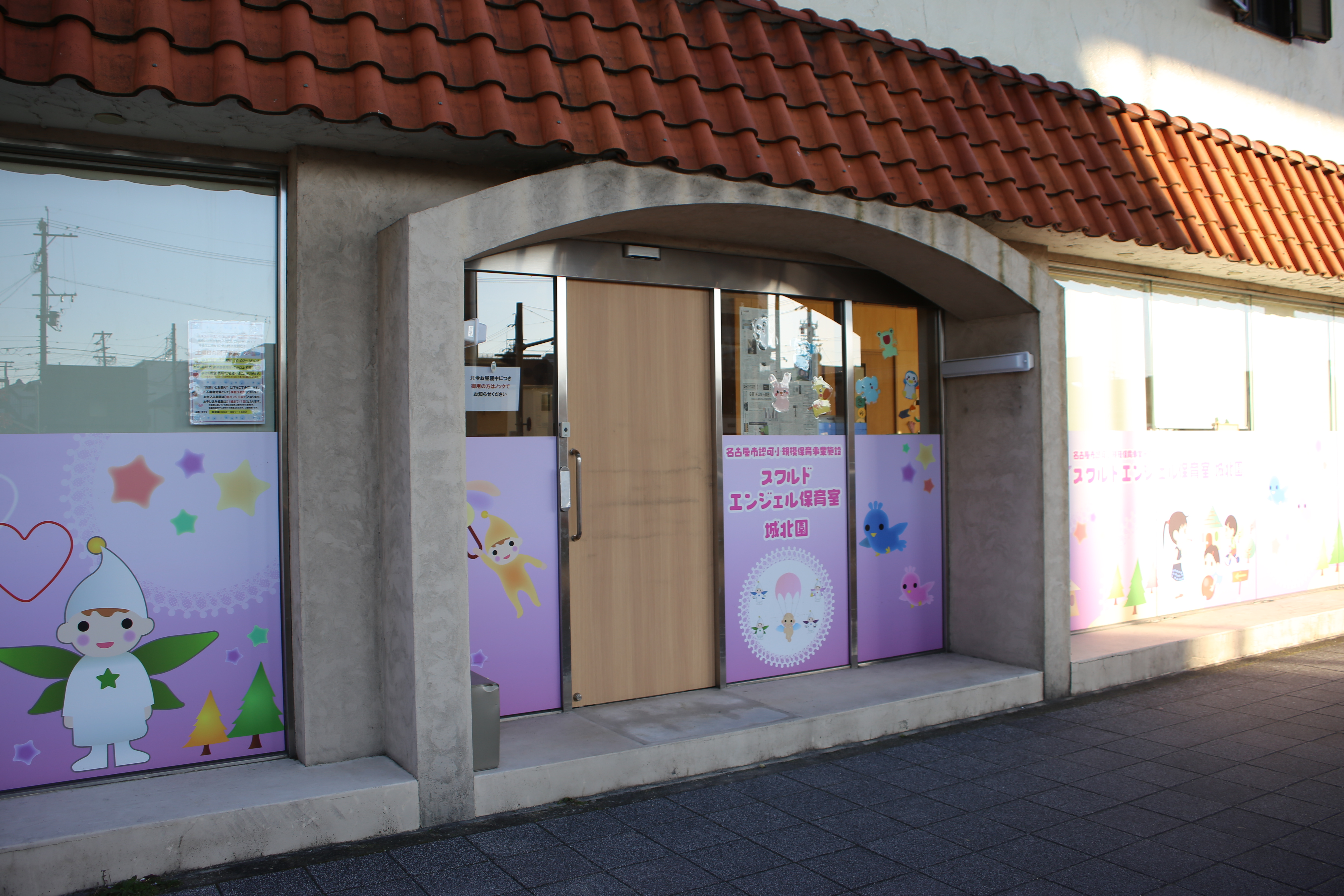
スクルドエンジェル保育室城北園（2017年12月）

## その他

### 日本郵便
- 郵便番号 : 462-0022[WEB 3]（集配局：名古屋北郵便局[WEB 16]）。

### WEB
1. ↑  “愛知県名古屋市北区の町丁・字一覧”.   人口統計ラボ. 2017年10月7日閲覧。
2. 1 2  “町・丁目(大字)別、年齢(10歳階級)別公簿人口(全市・区別)”.   名古屋市 (2019年1月23日). 2019年1月23日閲覧。
3. 1 2  “郵便番号”.  日本郵便. 2019年1月6日閲覧。
4. ↑  “市外局番の一覧”.   総務省. 2019年1月6日閲覧。
5. ↑  名古屋市役所市民経済局地域振興部住民課町名表示係 (2015年10月21日). “北区の町名一覧”.   名古屋市. 2017年10月7日閲覧。
6. ↑  名古屋市役所総務局企画部統計課統計係 (2005年7月1日). “（刊行物）名古屋の町(大字)・丁目別人口 (平成12年国勢調査) 北区” (xls). 2017年10月8日閲覧。
7. ↑  名古屋市役所総務局企画部統計課統計係 (2007年6月29日). “平成17年国勢調査　名古屋の町(大字)別・年齢別人口 北区” (xls). 2017年10月8日閲覧。
8. ↑  名古屋市役所総務局企画部統計課統計係 (2012年6月29日). “平成22年国勢調査　名古屋の町(大字)別・年齢別人口 北区” (xls). 2017年10月8日閲覧。
9. ↑  名古屋市役所総務局企画部統計課統計係 (2017年7月7日). “平成27年国勢調査　名古屋の町(大字)別・年齢別人口” (xls). 2017年10月8日閲覧。
10. ↑  “市立小・中学校の通学区域一覧”.   名古屋市 (2018年11月10日). 2019年1月14日閲覧。
11. ↑  “平成29年度以降の愛知県公立高等学校（全日制課程）入学者選抜における通学区域並びに群及びグループ分け案について”.   愛知県教育委員会 (2015年2月16日). 2019年1月14日閲覧。
12. ↑  名古屋市交通局 なごや地図ナビ 川中2013年11月3日閲覧。
13. ↑  名古屋市交通局 なごや地図ナビ 安井町西2013年11月3日閲覧。
14. 1 2  “こども図書館”.   城北幼稚園. 2018年2月8日閲覧。
15. 1 2  “都市公園の名称、位置及び区域並びに供用開始の期日” (2019年5月1日). 2019年11月3日閲覧。
16. ↑  郵便番号簿 平成29年度版 - 日本郵便. 2019年01月06日閲覧 (PDF)

### 書籍
1. 1 2  名古屋市北区役所市民室 1979, p. 54.
2. ↑  「角川日本地名大辞典」編纂委員会編 1989, p. 454.